# Новосілки (Крупський район)
Новосілки (біл. вёска Навасёлкі) — село в складі Крупського району Мінської області, Білорусь. Село підпорядковане Бобрській сільській раді, розташоване в східній частині області.